# Rivane Neuenschwander
Rivane Neuenschwander (Belo Horizonte - 1967) é uma artista visual brasileira com reconhecimento internacional. Sua prática artística compreende pintura, fotografia, instalação, objeto, cinema e ações participatórias.  

## Carreira
Graduou-se em Desenho, em 1994, na Escola de Belas Artes da Universidade Federal de Minas Gerais.
Foi artista residente no Royal College of Art, em Londres, de 1996 a 1998, onde obteve o título de mestre, e no Centro Iaspis, em Estocolmo, Suécia, em 1999.
Desde 1990, mantém regularidade em eventos de grande repercussão, o que lhe garante consolidado reconhecimento internacional.
Participou de várias exposições, como na Bienal de São Paulo, e realizou exposições como a que ocupou três andares no New Museum, dedicado à arte contemporânea, em Nova York, a mais importante casa dedicada ao gênero na cidade norte-americana; e em vários outros importantes museus e galerias nacionais e internacionais.
Em 21 de junho de 2010, o jornal The New York Times associou os trabalhos de Rivane Neuenschwander, uma das mais celebradas artistas plásticas brasileiras, aos de Lygia Clark e Hélio Oiticica, além de ter mencionado que a artista veio para ficar.

## Exposições Individuais
- 2020 Rivane Neuenschwander: Tropics: Damned, Orgasmic, and Devoted, Tanya Bonakdar Gallery, Nova York[9]
- 2019 O Alienísta, Fortes D'Aloia & Gabriel, São Paulo
- 2018 Alegoria Del Miedo, NC-Arte, Bogotá
- 2017 O Nome do Medo, Museu de Arte do Rio, Rio de Janeiro

## Exposições Coletivas
- Salão Nacional de Arte, em Belo Horizonte, em 1989 e 1990;[1]
- Salão Nacional de Artes Plásticas, no Rio de Janeiro, em 1993;[1]
- A Infância Perversa, no Museu de Arte Moderna de São Paulo e da Bahia, em 1995;[1]
- Material Immaterial, na The Arte Gallery of New South Wales, em Sydney, Austrália, em 1997;[1]
- Bienal de Joanesburgo, África do Sul, em 1997;[1]
- Bienal Internacional de São Paulo, em 1998;[1]
- Luminous Mischief, no Yokahama Portside Gallery, em Yokohama, no Japão, 1999;[1]
- Syndrome: Disappear na International Artist's Studio Program in Sweden, em Estocolmo, na Suécia, em 2000;[1]
- Trajetória da Luz na Arte Brasileira, no Itaú Cultural, em São Paulo, em 2001;[1]
- To: From: Rivane Neuenschwander, Walker Art Center, Minneapolis, EUA, em 2002;[10]
- Superficial Resemblance, Palais de Tokyo, Paris, em 2003;[10]
- 51. Bienal de Veneza, em 2005;[10]
- 6ª Bienal do Mercosul, em 2007;[10]
- South London Gallery, Londres, 2008, no 55th Carnegie International[10]

## Prêmios
- 1993 recebeu o Prêmio Marc Ferrez de Fotografia pelo Projeto Ex-Votos, Objetos Fotográficos, realizado na Funarte, Rio de Janeiro.[11]

- 2002 recebeu uma honraria da Universidade Federal de Minas Gerais, onde graduou-se em Desenho.[1]

- 2004 foi a vencedora do prêmio Hugo Boss, outorgado pela Fundação Guggenheim de Nova York[12][13]

- 2013 Yanghyun Prize, The Yanghyun Foundation, Coreia do Sul

## Coleções
- Museu de Arte Moderna de Nova York, Nova York
- Museu de Arte Moderna de São Paulo, São Paulo
- Museu de Arte Moderna do Rio de Janeiro, Rio de Janeiro
- Inhotim, Brumadinho
- Museu de Arte da Pampulha, Belo Horizonte
- Museu de Arte Moderna Aloísio Magalhães, Recife

## Exposição no New Museum
Em 21 de junho de 2010, o jornalista Larry Rohter do jornal The New York Times, em ocasião da exposição da artista no New Museum em Nova York, mencionou as influências folclóricas na produção da artista, como as fitas devocionais da Igreja de Nosso Senhor do Bonfim, da Bahia, utilizadas em Eu desejo o seu desejo (2003), um de seus trabalhos, que também traz textos com as aspirações das pessoas.
O curador Sergio Bessa de Museu de Artes do Bronx mencionou ao jornal que a artista veio para ficar pelas ideias interessantes, concepções e a forma como usa materiais.
Objetos corriqueiros ocuparam uma ala do quarto andar e foram formados por canudos, rótulos de produtos, tampinhas de garrafa e baldes de metal.
Na exposição, outra esquete foi a presença de profissionais ligados à polícia e especializados em produzir retratos falados. O primeiro amor dos visitantes foram desenhados a partir de cada relato.
O curador do New Museum, Richard Flood, avalia que a brasileira levou à Nova York um conjunto de obras que "significa extravagante desrespeito às regras artísticas – por isso mesmo, perfeitamente temperado por nosso tempo". Ainda segundo Flood, o sucesso da exposição não foi circunstancial, pois ele acompanha o trabalho dela há anos e esperava uma oportunidade adequada para a promoção de uma individual da artista.
e morreu em 15 de dezenbro de 2012

## Estilo e recepção crítica
As obras criadas por Rivane Neuenschwander utilizam materiais efêmeros e reaproveitáveis como flores secas, papel arroz, insetos, poeira, sujeira, baba de lesma, sal, pimenta, legumes e objetos industriais transformados. A intenção da artista é criar experiências sensoriais e uma espécie de memória da vida cotidiana bem como sua relação com o corriqueiro.
Suas obras também abrem possibilidades para a interatividade.
Ainda há espaço para a comicidade e as intersecções de diferentes culturas.
Em 2000, em exposição na Galeria Camargo Vilaça, em São Paulo, estabeleceu uma parceria com Cao Guimarães para realizar o filme exibido no mezanino da galeria.
Em 2005, na Bienal de Veneza, a artista apresentou um trabalho composto por máquinas de escrever substituídas por teclas de pontos finais. Foram mantidos os números, outros sinais gráficos como os pontos de exclamação e interrogação, cujos recursos lenaçaram um convite para o público registrar cartas com elas e afixá-las na parede do espaço expositivo.
Esta proposição mostrou a dificuldade na comunicação que esse trabalho coloca acerca da própria natureza da arte, "a princípio inexprimível por palavras, ao mesmo tempo em que enfatiza essa possibilidade".
O Centro de Arte Contemporânea Inhotim analisa a produção da artista como formada por "uma linguagem formal a regimes ligados à organicidade, à entropia e à participação do público". O resultado é estabelecimento de um diálogo com a tradição brasileira que estabelece o encontro entre geometria e corpo desde o neoconcretismo.
O curador e editor Ricardo Sardenberg, autor de um livro sobre o trabalho da mineira e lançado no New Museum, avalia que a produção artística de Rivane envolve a discussão de temas universais por meio de coisas simples da vida.